# Буланов, Константин Алексеевич
Константин Алексеевич Буланов (род. 4 сентября 1990, Березники, СССР) — российский профессиональный баскетболист, игравший на позиции лёгкого форварда.

## Карьера
Константин Буланов — воспитанник пермского баскетбола, начинал свою карьеру в дублирующем составе «Урал-Грейта». После расформирования команды, перешёл в «Университет-Югру». В основном составе команды из Сургута дебютировал в сезоне 2011/2012, проведя за сезон 8 игр.
Следующим клубом Константина стал «Темп-СУМЗ», в составе которого Буланов также провёл один сезон.
После сезона в Ревде Константин Буланов отправился играть в родной город Пермь, где был образован баскетбольный клуб «Парма». Самым успешным с точки зрения титулов стал второй сезон Константина в «Парме»: команда завоевала Кубок России. В финальном матче, проходившем на домашней арене пермского клуба, Константин Буланов набрал 16 очков. Также по итогам сезона Буланов в составе «Пармы» стал бронзовым призёром Суперлиги.
Благодаря тому, что после успешного сезона БК «Парма» решением совета Лиги стала участником Единой лиги ВТБ, в сезоне 2016/2017 Константин дебютировал в элите отечественного баскетбола.
В первом своём сезоне в Единой лиге ВТБ Константин 14 раз выходил в стартовом составе «Пармы» на паркет, в том числе, в 9 первых турах. За 21:30 на площадке набирал в среднем 8,7 очка, совершал 2,8 подбора и делал 1,2 передачи. Особенно удался Буланову домашний матч с «Енисеем», в котором он набрал 19 очков, но «Парма», лидируя большую часть матча, провалила последнюю четверть 9:24, уступив в итоге 2 очка (79:81).
Во втором сезоне в состав «Пармы» серьёзно укрепился, что сказалось на статистике Буланова (за 10:56 на паркете 4,2 очка). Тем не менее, он остался крепким игроком старта, начиная игру с первых минут в 17 играх.
Перед сезоном 2018/19 после ухода Сергея Чернова был выбран новым капитаном «Пармы».
Завершил карьеру в 2024 г.

## Достижения
- Бронзовый призёр Суперлиги-1 дивизион (2): 2015/2016, 2021/2022
- Серебряный призёр Суперлиги: 2011/2012
- Обладатель Кубка России (2): 2015/2016, 2018/2019
- Бронзовый призёр Кубка России: 2016/2017